# Bandiera della Repubblica Federale del Centro America
La bandiera della Repubblica Federale del Centro America (già Province Unite dell'America Centrale) fu il vessillo ufficiale della confederazione centroamericana nata nel 1823 e sciolta de facto nel 1840 e che comprendeva gli odierni Stati di Costa Rica, Guatemala, Honduras, Nicaragua e Salvador.

La bandiera delle Province Unite del Río de la Plata (1816).

Bicolore a tre bande orizzontali biancocelesti, nacque ufficialmente il 21 agosto 1823. Si ispirava alla bandiera delle Province Unite del Río de la Plata, destinata a diventare in seguito la bandiera dell'Argentina. Recava però al centro uno stemma circolare con il nome ufficiale dello stato e una serie di ulteriori elementi simbolici, fra i quali spicca il berretto frigio della Rivoluzione francese. Lo stemma divenne ellittico il 22 novembre 1824, quando anche la denominazione mutò in Repubblica Federale del Centroamerica.
Le caratteristiche della bandiera si perpetuarono, anche dopo lo scioglimento della federazione, nei vessilli negli stati che se ne separarono, dando vita ai tradizionali colori centroamericani. È quindi possibile individuare una vera e propria famiglia di bandiere, con l'unica variante delle diverse tonalità di azzurro. Il Guatemala ha però posto le bande in verticale. La sola Costa Rica si è apertamente distaccata dal modello adottando i colori francesi, ma ha mantenuto nella bandiera di stato uno stemma con alcuni degli elementi simbolici originari (la catena di vulcani e i due oceani).
Un'unione fra Honduras, Nicaragua e Salvador rivisse in seguito negli anni 1896-1898, nella breve esperienza della Grande Repubblica dell'America Centrale.

## Bandiere con simboli e colori centroamericani

### Bandiere moderne

Bandiera di stato della Costa Rica
Bandiera del Guatemala
Bandiera dell'Honduras
Bandiera del Nicaragua
Bandiera del Salvador

### Bandiere storiche

Bandiera della Repubblica Federale del Centro America (1824-1841)
Bandiera storica della Costa Rica (Province Unite, 1824)
Bandiera storica della Costa Rica (Repubblica Federale del Centroamerica, 1824-1840)
Bandiera storica della Costa Rica (1840-1842)
Bandiera storica della Costa Rica (1842-1848)
Bandiera storica della Costa Rica (1848-1906)
Bandiera storica del Guatemala (Province Unite, 1825-1838)
Bandiera storica del Guatemala (1838-1843)
Bandiera storica del Guatemala (1843-1851)
Bandiera storica del Nicaragua (1858-1873 e 1893-1896)
Bandiera storica del Nicaragua (1896-1898)
Bandiera della Grande Repubblica dell'America Centrale (1898)